# Pays de Charleroi (hymne)
Pour la région, voir Pays de Charleroi.
Pays de Charleroi est un hymne populaire, écrit par Jacques Bertrand et mis en musique par Adolphe Miche. Cette chanson emblématique de la région de Charleroi est interprétée toutes les heures par le carillon du beffroi de Charleroi.

## Histoire
L'hymne est dédié à Charles Lebeau, bourgmestre de Charleroi de 1851 à 1873. 
Bien que Jacques Bertrand est essentiellement connu comme auteur wallon, le texte de l'hymne est rédigé en français. Ses œuvres en français sont souvent des compositions de circonstance. Pour celles-là l'auteur se fait aider par des amis, dont Désiré Van Bastelaer, fondateur et président de la Société d'archéologie et de paléontologie de Charleroi. 
La première publication de l'œuvre date de 1867, mais elle est très certainement antérieure. Le refrain, quelque peu wallonisé, se trouve dans une autre chanson, « Les impressions de la femme d'un garde-civique aux fêtes de septembre 1864 », publiée en 1864.
La musique est d'Adophe Miche, dit « l'Chef » (1830-1906), qui fut le premier chef de la chorale carolorégienne « La Lyre ouvrière », fondée en 1864, et dont Jacques Bertrand était président. 
L'hymne est joué chaque heure par le carillon du beffroi de Charleroi.